# Cyarda ocreata
Cyarda ocreata är en insektsart som beskrevs av Hesse 1925. Cyarda ocreata ingår i släktet Cyarda och familjen Flatidae. Inga underarter finns listade i Catalogue of Life.